# La Petite Voleuse
Pour plus de détails, voir Fiche technique et Distribution.
La Petite Voleuse est un film français réalisé en 1988 par Claude Miller.

## Synopsis
Janine ne connaît pas son père. Sa mère l'a abandonnée. Elle vit chez son oncle et sa tante, celle-ci lui manifeste peu d'amour. Elle rêve d'aimer et d'être aimée et rêve aussi de luxe, mais n'ayant pas les moyens de se payer cette vie, se met à voler de l'argent et des objets de façon compulsive, au point que sa tante et son oncle ne la supportent plus. Un jour, elle quitte l'école et trouve un emploi de bonne chez les Longuet, une famille bourgeoise. Pressée de devenir une femme, elle noue une liaison avec un homme marié plus âgé qu'elle, Michel, un intellectuel qui tente de l'aider socialement en l'inscrivant à une école de dactylographie. 
Mais elle fait la rencontre de Raoul, un jeune homme de son âge, lui aussi voleur, lui aussi ayant eu une enfance malheureuse et qui rêve de devenir champion de moto. La ressemblance entre leurs vies dissolues fait qu'elle s'attache à lui. Michel s'en aperçoit et la quitte. Arrêtée sur une plage où elle et Raoul faisaient du camping sauvage, Janine est envoyée dans une impitoyable maison de redressement tenue par des religieuses. Avec une amie, elle s'en évade, puis découvre qu'elle est enceinte de Raoul. 
Elle se rend donc chez une "faiseuse d'anges" mais renonce finalement à avorter après avoir vu au cinéma Raoul s'embarquer pour l'Indochine comme soldat.

## Fiche technique
- Réalisation : Claude Miller
- Scénario : François Truffaut, Claude de Givray, Claude Miller, Luc Béraud et Annie Miller
- Costumes : Catherine Bouchard et Jacqueline Bouchard
- Photographie : Dominique Chapuis
- Musique : Alain Jomy
- Montage : Albert Jurgenson
- Production : Claude Berri, Jean-Louis Livi, Jean-José Richer et Alain Vannier
- Langue : français
- Format : Couleur Fujicolor - son mono
- Pays de production : France
- Genre : comédie dramatique
- Durée : 109/105 minutes
- Année de production : 
  - France : 21 décembre 1988

## Distribution
- Charlotte Gainsbourg : Janine Castang
- Didier Bezace : Michel Davenne
- Simon de La Brosse  : Raoul
- Clotilde de Bayser :  Séverine Longuet
- Raoul Billerey :  Oncle André Rouleau
- Chantal Banlier : Tante Léa
- Nathalie Cardone : Mauricette Dargelos
- Renée Faure :  Mère Busato
- Catherine Arditi : La directrice de l'école
- Silvie Laguna : Mme Lagache (non créditée)
- Pierre Maguelon : M. Fauvel
- Chantal Neuwirth : La fermière
- Jacques Herlin : Le sacristain
- Claude Guyonnet : Le jeune curé
- Dominique Besnehard : Le receleur (non crédité)
- Jacky Nercessian : Le directeur des "Folies de Paris"
- Rémy Kirch : Pascouette
- Erick Deshors : Raymond
- Philippe Deplanche : Jacques Longuet
- Marie-Thérèse Orain : La directrice de Pigier
- Joëlle Bruyas : Sœur Marie-Odile
- Marion Grimault : Kebadian
- Annie Legrand : La réceptionniste de l'hôtel
- Florent Gibassier : Le menuisier des Longuet
- Denise Chiabaut : La religieuse doctoresse
- Gilbert Bahon : Le brigadier
- Sherif Scouri : Cohen
- Susan Robertson : Lise, la joueuse d'harmonium
- Clothilde Baudon : Bonnin

## Lieux de tournage
- Oise : Senlis, Avilly-Saint-Léonard, Barbery
- Calvados : Bayeux, Creully, Port-en-Bessin
- Manche : Valognes, Barneville-Carteret, Carentan, Biville
- Paris : 6e, 18e arrondissement
- Hauts-de-Seine : La Garenne-Colombes
- Yvelines : Le Vésinet
- Vienne : Poitiers

## Autour du film
Le script original était de François Truffaut qui est mort avant d'avoir pu le tourner.
Le prénom de Janine serait un hommage à la femme d'André Bazin, mais rappelle aussi la mère de François Truffaut. À l'origine, le personnage devait être dans Les 400 Coups.
Michel Davenne évoque Julien Davenne, rôle tenu par François Truffaut lui-même dans La chambre verte.
Dans une des séquences de « L’homme qui marche », de Jiro Taniguchi, le personnage principal emprunte la cassette de « La petite voleuse » dans un vidéo-club. Puis il l’oublie sous un cerisier en fleurs  sous lequel il s’était arrêté pour se reposer et sous lequel il avait rencontré une inconnue.

## Distinctions
- César de la meilleure affiche (Annie Miller, Luc Roux et Stéphane Bielikoff)
- nomination au César du meilleur réalisateur (Claude Miller)
- nomination au César de la meilleure actrice (Charlotte Gainsbourg)
- nomination au César du meilleur scénario original (François Truffaut, Claude Miller, Annie Miller, Luc Béraud, Claude de Givray)

## Édition
Le scénario de La Petite Voleuse a été édité par Christian Bourgeois en 1989 (147 pages et un encart de 11 photos couleurs), avec les mentions: 
- Mise en scène : Claude Miller
- Scénario original: François Truffaut, Claude de Givray
- Adaptation et dialogues: Claude Miller, Luc Béraud, Annie Miller
- Coproduction : Orly Films, Renn Productions, Ciné Cinq, Les Films du Carrosse, Sedif
- Avec la participation du Centre national de la Cinématographie

Il s'agit en réalité plutôt d'une continuité dialoguée, précédée d'un entretien de Claude Miller par François Guérif.